# 三池淵大紀念碑
三池淵大紀念碑是位於朝鮮民主主義人民共和國兩江道三池淵市的紀念性建築，臨近中朝邊界。1979年5月建立。中間部分為金日成銅像，左側為類主體思想塔建築，為紀念1939年金日成在此領導的艱苦的抗日武裝鬥爭歷史。